# ジェード・シェケルズ
ジェード・シェケルズ（英：Jade Shekells、1996年9月28日 - ）は、イングランドの女子ラグビーユニオン選手。

## プロフィール
- イングランド・ジリンガム出身[1]。
- ポジションはセンター(CTB)。
- 身長 167cm、体重 74kg
- 7人制女子イングランド代表に選ばれたことがある[2]。

## 略歴
2024年、パリ五輪の7人制イギリス代表に選ばれた。